# Stafnstungnafjall
Stafnstungnafjall är ett berg i republiken Island. Det ligger i regionen Norðurland eystra, 230 km nordost om huvudstaden Reykjavík. Toppen på Stafnstungnafjall är 1 213 meter över havet.
Trakten runt Stafnstungnafjall är nära nog obefolkad, med mindre än två invånare per kvadratkilometer. Det finns inga samhällen i närheten. Trakten runt Stafnstungnafjall är permanent täckt av is och snö.